# GraphQL
GraphQL és un llenguatge de consulta i manipulació de dades per a API, que permet especificar com intercanviar informació entre client i servidor de API. El llenguatge permet especificar com el servidor pot indicar quines dades i operacions estan disponibles, com el client ha de donar format a les sol·licituds i executar les consultes, i que rebrà com a resposta.
En GraphQL el client especificar quines dades necessita ("obtenció declarativa de dades"). Un servidor GraphQL pot obtenir dades de fonts separades per a una sola consulta de client i presentar els resultats en un gràfic unificat, de manera que no està lligat a cap base de dades o motor d'emmagatzematge específic.
El motor d'execució de GraphQL associat és de codi obert.

## Història
Facebook va començar el desenvolupament de GraphQL el 2012 i el va llançar com a codi obert el 2015. El 2018, GraphQL es va traslladar a la nova fundació GraphQL Foundation, allotjada per la Linux Foundation sense ànim de lucre.
El 9 de febrer de 2018, el llenguatge de definició de l'esquema GraphQL va passar a formar part de l'especificació.
Moltes API públiques populars van adoptar GraphQL com a forma predeterminada d'accedir-hi. Aquestes inclouen les API públiques de Facebook, GitHub, Yelp, Shopify i l'API de Google Directions.